# 同心清真大寺
同心清真大寺是宁夏回族自治区境内年代最久、规模最大的清真寺。它在宁夏南部山区的穆斯林中影响极大，经堂教育很发达，历史上曾是该地区宗教学术活动的中心，曾有不少知名的穆斯林学者在这里求学讲道。
相传同心清真大寺始建于明朝初期，是在一座倾塌的喇嘛庙的基础上改建而成的，距今约600年的历史。在明清两代曾经重修过三次，1936年红军西征时曾经在这里成立了陕甘宁省豫海县回民自治政府。同心清真大寺以汉式建筑为主体，又兼纳了伊斯兰风格的装饰，气势雄伟，装饰精美，是回汉文化交融的重要见证之一。

## 历史
同心清真大寺的始建年代无文字记载可考，据传始建于距今600年的明朝初期，由一座喇嘛庙改建而成。根据寺内石刻考证：同心清真大寺从始建至今共经历了三次重修，分别是明朝万历年间，清朝乾隆年间和清朝光绪年间。
1739年，同心清真大寺毁于地震，后来回族教众于1791年又在原址上重新修建了清真大寺，并垒起了高达7米的建筑基座。大寺在此次重修时基本确定了建筑规模和造型。第三次重修是因为清朝同治年间，马化龙领导的回民起义被镇压之后，该寺即被拆毁。直到光绪年间（1907年），西吉沙沟道堂教长马元章带头捐资，号召同心城的教徒们捐款重修。
1936年中国工农红军西征时，曾以大寺为会场召开各界代表大会，并且在这里成立了陕甘宁省豫海县回民自治政府。

## 建筑特点
大寺座西向东，寺门、照壁、井房、浴室在下部，大殿、邦克楼、讲堂在一座7米高的砖砌高台上。照壁立于高台正前方，照壁后面是三孔拱门，邦克楼立于拱门之上。穿过拱门，拾级而上，登上高台，是一个由大殿和南北讲堂形成三合院式平台，其中大殿为砖木结构，坐西向东。整个大寺占地3542平方米，建筑气势雄伟，汉式风格为主，辅以以伊斯兰教风格装饰。

### 礼拜大殿
礼拜大殿是寺的核心建筑，很多宗教活动就在此进行。礼拜大殿由前后两座殿宇和门前抱厦相连结而成。除两侧有低矮、透空的栏杆外均为空廊式。抱厦柱枋间装饰有云纹挂落，斗栱挑檐参差有致，拱垫板间镂刻植物与阿文图案。大殿以木板铺地，墙壁装饰有《古兰经》文书法。两殿宽18米，总长约30米，净空面积为408平方米，可容纳800人礼拜。前后两殿内各以四根明柱支撑，柱头以莲花装饰，设计者巧妙地将三根垂柱运用斜梁搭接，既减轻了木结构所承受的重量，又改善了殿后视野。
前后大殿的八根擎柱上原挂有四副抱匾，现存的只有一联，其余均毁于“文化大革命”中。

### 照壁
砌照壁宽9米，高6米，壁身部分构划分成七个开间，壁身正中是光绪年间以青砖雕刻的“月藏松柏”图，象征“真主万能不朽，教徒生年长寿”，两边是“万物偏生沾主泽，群迷普渡显圣恩”的砖雕隶书对联，落款是：“河州工匠马忠良刻石”。照壁另外一面用阿拉伯文和中文写着：同心清真大寺。

### 邦克楼
邦克楼，是阿訇传呼穆斯林每天按时做礼拜的地方。邦克楼原为三层，在民国时期层遭龙卷风毁坏，后经重建为两层。邦克楼位于三孔入口拱门之上，长宽均为8米，平面成正方形，“西蜀工匠谭德华”的字样。楼顶四角攒尖，柱枋之间装饰有精美的硬木挂落，精巧玲珑。